# Reformierte Kirche Herisau

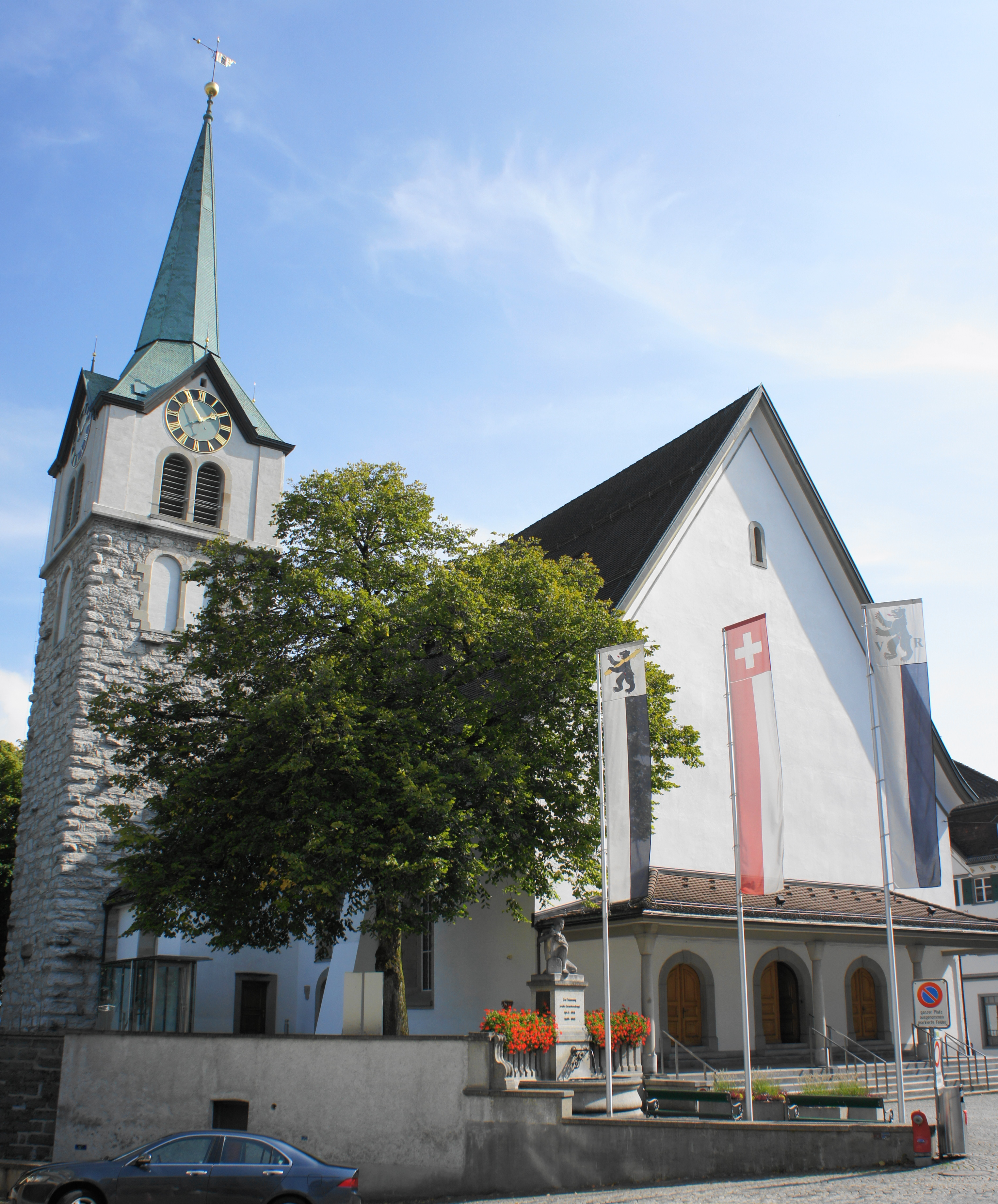
Aussenansicht

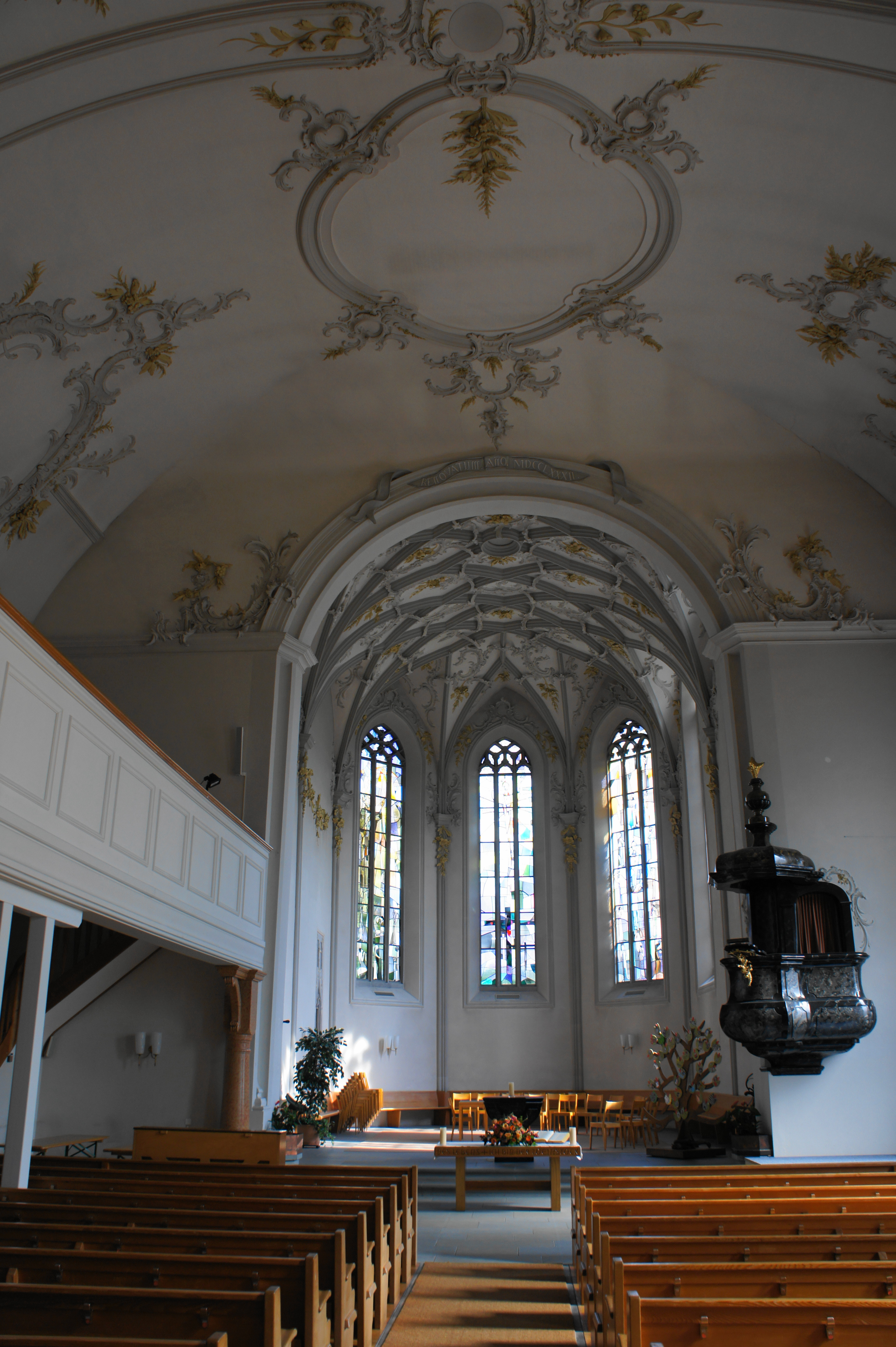
Innenraum mit Blick in den Chor

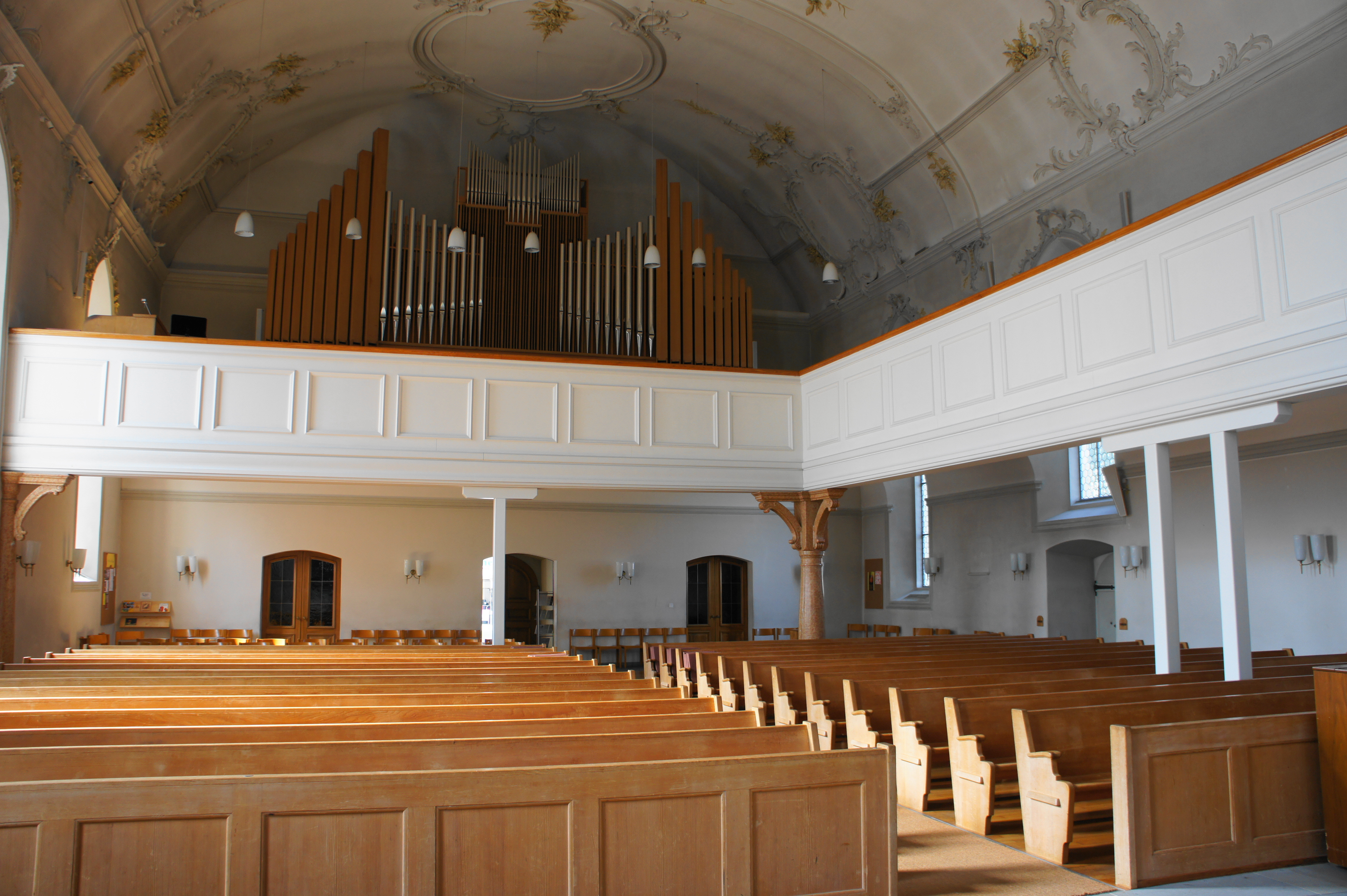
Empore und Orgel

Die Reformierte Kirche Herisau ist ein evangelisch-reformiertes Gotteshaus in Herisau, dem Hauptort des Schweizer Kantons Appenzell Ausserrhoden. Sie ist im Besitz der Einwohnergemeinde, steht unter Denkmalschutz und wird geführt in der Liste der Kulturgüter von nationaler Bedeutung im Kanton Appenzell Ausserrhoden.

## Geschichte
Ersturkundlich wurde Herisau im Jahr 907 als Ort mit einem Kirchenbau erwähnt, der dem heiligen Erlöser geweiht war. Die Pfarrei erstreckte sich über das gesamte Appenzeller Hinterland.

### Alte Kirche
Der St. Galler Abtbischof Rudolf von Güttingen weihte 1225 einen Kirchenneubau an heutiger Stätte ein, dessen Schutzheiliger der heilige Laurentius war. Der untere aus Bruchstein gemauerte Teil des Turms stammt vermutlich aus dem 14. Jahrhundert.
Nur wenige Jahre vor dem Übertritt der Gemeinde zur Reformation wurde 1516 bis 1520 die Kirche im Stil der Spätgotik neu erbaut. Federführend war Lorenz Rieder, ein Baumeister des Konstanzer Münsters.
Herisau war 1529 die letzte Kirchgemeinde der äusseren Rhoden Appenzells, die sich der Reformation anschloss.
1559 brach in Herisau ein Stadtbrand aus. Dabei wurde die Kirche mit dem angrenzenden Stadtteil ein Raub der Flammen.

### Wiederaufbau und Renovationen
1606 bauten Jakob Mittelholzer und Kaspar Germann die Kirche wieder auf.
Johannes Grubenmann aus Teufen erstellte 1741 den Kirchturm, dem er einen oktogonalen Helm aufsetzte und eine weitgefasste Glockenstube einfügte.
Von 1782 bis 1783 wurde durch den Architekten Andreas Moosbrugger die Kirche im Stil des Rokoko grundlegend renoviert. Die bisherige Holzdecke wurde zugunsten eines Gewölbes aus Gips ersetzt und mit reichhaltigen Stuckaturen ausgeschmückt.
Der einheimische Zimmermeister Hans Jakob Knellwolf baute eine durchlaufende Empore an der West- und der Nordseite des Kircheninnenraums ein.
Die Neugotik inspirierte die Renovation von 1906.

### Heutiger Bau
Von 1959 bis 1960 wurde die Kirche abermals von Grund auf im Sinn früherer Baustile renoviert.
1961 wurde die alte Orgel aufgegeben und durch eine neue ersetzt, die auf der Westempore zu stehen kam.
Im Chor wurde ein spätgotisches, 1782 mit Verputz abgedecktes Wandtabernakel freigelegt und nach Vorarbeiten von Köbi Lämmler in die Spitzbogenfenster des Chors drei Glasgemälde eingesetzt.
Im Jahre 2000 erfolgte letztmals eine Aussenrenovation. Im gleichen Jahr begann eine umfangreiche Innensanierung, bei der auch die Orgel saniert wurde. Diese Arbeiten konnten Anfang 2022 abgeschlossen werden.

## Orgel
Auf der Empore über dem Eingangsbereich der Kirche befindet sich eine Orgel mit 42 Registern auf drei Manualen und Pedal. Sie wurde 1961 von Orgelbau Kuhn aus Männedorf gebaut und ersetzte ein Vorgängerinstrument in neugotischem Stil, das im Jahr 1879 in den Chor der Kirche eingebaut worden war. 1972 und 1985 wurden Revisionen durchgeführt. Bei einer Generalrevision 2022 wurde das Instrument durch Orgelbau Kuhn saniert und teilweise verändert und mit einem neuen Spieltisch versehen.

## Glocken
Das Geläut der Herisauer Stadtkirche besteht aus sechs Glocken, die an Holzjochen in einem Holzglockenstuhl hängen. Besonders wertvoll ist die grösste, die Herrgottsglocke, die 1756 von Franz Anton Grieshaber aus Waldshut gegossen wurde und mit einem Gewicht von ca. 9’120 kg die zweitschwerste Glocke der Schweiz ist. Wertvoll ist sie auch durch die Glockenzier, die vom Bildhauer Joseph Anton Feuchtmayer entworfen wurde. Ursprünglich hing sie im Münster des Klosters Salem. Nach Auflösung des Klosters im Zuge der Säkularisation im Jahr 1804 wurden 11 der 16 der dort vorhandenen Glocken an umliegende Kirchen verteilt. Die Herisauer erwarben die grosse Grundglocke im Jahr 1807 für 8'000 Gulden. 1871 wurden die anderen Herisauer Glocken eingeschmolzen für ein neues Geläut, das mit der Herrgottsglocke harmonierte und von Jakob II. Keller, Zürich-Unterstrass hergestellt wurde.
| Glocke    | 1       | 2       | 3       | 4       | 5       | 6       |
| --------- | ------- | ------- | ------- | ------- | ------- | ------- |
| Gewicht   | 9120 kg | 3428 kg | 2516 kg | 1757 kg | 1059 kg | 0743 kg |
| Schlagton | Ges°    | B°      | des′    | f′      | ges′    | b′      |

In der Läuteordnung ist nicht vorgesehen, dass einmal alle Glocken zusammen läuten. Das so genannte «Grosse Geläut» umfasst die Glocken 1+2+3+5+6, das «Kleine Geläut» besteht aus dem Klang der Glocken 2+3+4+6.

## St.-Anna-Kapelle
Bei der Renovation 1516–20 wurde an Norden des Langhauses eine Kapelle angebaut, die als Wallfahrtskirche dienen sollte und über einen eigenen Altar verfügte.
In den Jahren 1959/60 wurde der Raum zur Taufkapelle umgebaut. Ein Glasgemälde zeigt die Taufe Jesu im Jordan.

## Gedenkstein
An der Ostseite der Kirche befindet sich ein Gedenkstein aus weissem Marmor für 21 in Herisau internierte und hier verstorbene Angehörige der französischen Bourbaki-Armee.

## Wappenstein
An der Nordseite der Kirche ist ein Wappenstein angebracht, der den Appenzeller Bären mit zwei Schlüsseln zeigt. Hintergrund ist, dass Appenzeller Söldner 1512 Papst Julius II. halfen, die Franzosen aus Rom zu vertreiben. Aus Dankbarkeit machte der Papst den Appenzellern das Zugeständnis, fortan im Wappen die Schlüssel des Vatikans führen zu dürfen. Die Appenzeller machten davon jedoch in der Folgezeit keinen Gebrauch.

## Nachweise
1. ↑  Orgelverzeichnis Schweiz und Liechtenstein: Ref. Stadtkirche Herisau AR; hier auch die Disposition und historische Abbildungen
2. ↑  SRF – Glocken der Heimat: Herisau, St. Laurentius. Das Gewicht der grossen Glocke wird in den meisten anderen Quellen, z. B. auf der Homepage der Kirchengemeinde mit 9'120 kg angegeben. In den Texten einiger youtube-Videos zum Geläut werden auch andere Glockengewichte der übrigen Glocken angegeben.

Koordinaten: 47° 23′ 9″ N, 9° 16′ 45,4″ O; CH1903: 738975 / 249964